# Iglesia de Nuestra Señora de Gracia (Zaragoza)
La iglesia de Nuestra Señora de Gracia es un edificio de la ciudad española de Zaragoza.

## Descripción
El edificio estaba situado en la ciudad aragonesa de Zaragoza. La iglesia, fundada en el último cuarto del siglo XVII por Diego Castrillo, formó parte del hospital de Convalecientes, luego refundido en el hospital de Nuestra Señora de Gracia. Aparece descrita en la Guía de Zaragoza (1860) de Vicente Andrés con las siguientes palabras:

Nuestra Señora de Gracia. En el hospital de este nombre, hay una bonita iglesia, que fué del antiguo hospital de Convalecientes, á donde se trasladó el de Gracia, despues de la guerra de la Independencia, en que fué todo reunido. Dicha iglesia fué fundada por D. Diego Castrillo, auditor que fué de la Rota en Roma, y despues arzobispo de esta ciudad, por los años 1677 al de 1686. Consta de una sola nave: tiene en los machones cuatro buenos cuadros que representan á san Juan, la Magdalena, san Gerónimo, y un crucifijo, pintados en Roma por Jacinto Brandi, pintor de mérito á fines del siglo XVII. El cuadro del altar mayor, que es mas moderno, lo hizo D. José Lozano. La mayor parte de estas pinturas las mandó traer de Italia su fundador. Esta iglesia tiene ocho altares, incluso el mayor, y pila bautismal para los niños que nacen en la sala del establecimiento, con el título de reservados, y para los de legítimo matrimonio, cuyas madres por falta de recursos, se acojen á este establecimiento próximas al parto.
(Andrés, 1860, pp. 404-405)